# Ямщиков, Валерий Сергеевич
Ямщиков, Валерий Сергеевич (15 августа 1937 — 11 июля 1996, Москва) — советский и российский учёный-горняк, специалист в области в области горной геофизики. Доктор технических наук, профессор Московского горного института. Основатель научных направлений по акустическим геотехнологиям и инфразвуковой технике и технологии, лауреат Государственной премии СССР, Премии имени академика А. А. Скочинского, Заслуженный деятель науки и техники РСФСР.

## Биография
Вырос в семье горного инженера. В 1955 году поступает в Московский горный институт (сейчас — Горный институт НИТУ «МИСиС»), после окончания которого начинает трудовую деятельность во ВНИИнеруде в должности инженера, а затем старшего научного сотрудника.
В 1962 г. В. С. Ямщиков становится аспирантом МГИ, и с тех пор вся его жизнь неразрывно связана с Московским горным. Защитив в 1965 г. кандидатскую диссертацию, он начинает преподавать, продолжая активно заниматься научной работой, в которой довольно быстро добивается заметных успехов. Уже в 1969 г. с блеском защищает докторскую диссертацию, посвященную разработке ультразвуковых методов и средств геоконтроля, став в 32 года самым молодым в стране доктором технических наук. С 1970 г. — профессор, в то время самый молодой в высшей горной школе.
С 1966 г. в течение 30 лет руководил кафедрой «Физико-технический контроль процессов горного производства». Создал при кафедре ряд научных подразделений — проблемная лаборатория «Звуковой и инфразвуковой техники», отраслевые лаборатории «Автоматизированных систем радиоконтроля» и «Акустической техники и технологии».
Был деканом физико-технического факультета МГИ.
Скончался 11 июля 1996 года, похоронен в Москве на Востряковском кладбище.

## Научная и педагогическая деятельность
Под его руководством и при непосредственном участии был проведен ряд приоритетных исследований в области физики горных пород, геомеханики, горной геофизики и геоконтроля, нетрадиционных акустических геотехнологий.
Несомненно, главным направлением его научной деятельности являлась геоакустика, неслучайно в течение многих лет он возглавлял секцию геоакустики Российского акустического общества. Им впервые было установлено наличие акустических волноводов в массиве вблизи выработок, разработаны теоретические основы разномасштабной акустической интроскопии массива, выявлены новые закономерности влияния термодинамических воздействий на акустические свойства горных пород, обоснованы принципы построения автоматизированных беспроводных систем геоконтроля и многопараметровых приборов ультразвуковой дефектоскопии природных крупноструктурных материалов, впервые начаты целенаправленные исследования закономерностей эффектов памяти в горных породах и др.
Ещё одним важным направлением приложения творческих сил В. С. Ямщикова была инфразвуковая техника и технология. Являясь основоположником соответствующего научного направления (развитие которого в свое время было одобрено специальным решением президиума Академии наук), он разработал теорию взаимодействия низкочастотных акустических колебаний с жидкофазными технологическими средами в ограниченных объёмах и обосновал конкретные технические решения, позволяющие путем такого воздействия интенсифицировать процессы перемешивания, классификации, обеззараживания, промывки, очистки и фильтрации.
По результатам исследований В. С. Ямщиков опубликовал более 200 научных работ, получил более 150 патентов и авторских свидетельств на изобретения. Автор восьми монографий и учебников, среди которых получили широкое признание у специалистов «Волновые процессы в массиве горных пород», «Низкочастотные подводные акустические излучатели», «Акустические методы исследования и контроля горных пород в массиве», «Методы и средства исследования и контроля горных пород и процессов» и др.
Им подготовлено 12 докторов и 88 кандидатов технических наук.
Был членом экспертных советов ВАК и РФФИ, членом ряда диссертационных и научно-технических советов, редакций научно-технических журналов. В. С. Ямщиков был в числе организаторов Инженерной академии и в качестве академика-секретаря возглавлял секцию геологии, добычи и переработки полезных ископаемых этой академии.

## Признание
В 1989 году В. С. Ямщиков в составе большого коллектива учёных был удостоен Государственной премии СССР «За создание и внедрение методов управления горным давлением при подземной разработке рудных месторождений на основе исследований напряженного состояния массива горных пород».
Заслуженный деятель науки и техники РФ, лауреат премии им. А. А. Скочинского, почётный доктор Мишкольцского технического университета (Венгрия).
В. С. Ямщиков был награждён орденом «Знак Почёта», двумя медалями, почетными знаками «Шахтерская слава» трех степеней.